# Wigberto Jiménez Moreno
Wigberto Jiménez Brun (León, Guanajuato, Mexique 29 décembre 1909 - Mexico 22 avril 1985) est un philosophe, historien et archéologue mexicain. Son travail s'est concentré sur la recherche de l'histoire des peuples de la Mésoamérique.

## Premières années
Wigberto Jiménez Moreno est né en 1909 à León, la plus grande ville de l'État mexicain de Guanajuato, en 1909. Il est issu d'une famille traditionaliste de la classe moyenne. Il suit une formation essentiellement autodidacte, bien qu'il ait étudié à l'Université nationale autonome du Mexique (UNAM) et à l'Université de Harvard. En 1945, il obtient une maîtrise en ethnologie à l'École nationale d'anthropologie et d'histoire Etnologíque de l'École Nationale d'Anthropologie et d'Histoire (ENAH) de Mexico.
Il enseigne à l'École Normale de León. Il occupe ensuite un poste d'enseignant à l'Université nationale autonome du Mexique (UNAM). À l'âge de 19 ans, Alfonso Caso l'invite à rejoindre l'Institut national d'anthropologie et d'histoire (INAH). Il est également professeur invité dans diverses institutions aux États-Unis, notamment à l'université du Texas, à l'université de l'Illinois, à l'université de Californie à Los Angeles et à l'université du Minnesota. Il est membre de l'Académie mexicaine d'histoire, occupant le siège 16 de 1947 à 1985.

## Œuvre
L'archéologue Jiménez Moreno étudie de nombreuses zones culturelles mésoaméricaines. Ses recherches le conduisent à Tollan-Xicocotitlan, la capitale des Toltèques, sur laquelle il a produit l'important ouvrage intitulé Tula y los toltecas (1941). Parmi ses ouvrages, citons Origen y significación del término otomí (Origine et signification du terme otomi et Fray Juan de Córdoba et la langue zapotèque). Il a réalisé une importante étude sur le contenu du Codex Yanhuitlán, un document d'origine coloniale originaire de La Mixteca d'Oaxaca. Il s'est également intéressé à l'histoire coloniale du Mexique, sur laquelle il écrit les essais, Fray Bernardino de Sahagún et son oeuvre et La colonisation et l'évangélisation de Guanajuato dans le XVIe siècle.

## Postes occupés
- Fondateur de l'école El Colegio del Bajío (León, Guanajuato; 1982).